# 도시 지리위원회
도시지리위원회(Urban Geography Commission)는 국제 지리학 연합 모스크바 IGU 총회에서 1976년에 만들어졌다. 폴란드의 Kasimierz Dziewonski 교수가 사회주의 경제의 도시와 자본주의 경제의 도시를 비교하기 위해 위원회 설립을 제안했다. 특히, 위원회는 새로운 도시 문제에 대한 연구를 장려하고 국제적 도시지리학자 사이의 교환을 촉진하고자 한다. 이러한 공유로 도시 문제에 대한 정치적, 사회적 솔루션의 유용성을 평가한다.